# Peter Christianus Josephus Peters
Peter Christianus Josephus Peters (Weert, 21 maart 1891 - Alkmaar, 14 februari 1968) was een Nederlandse burgemeester.

## Leven en werk
Peters werd in 1891 in Weert geboren als zoon van Hendrikus Peters en Anna Maria Hubertina Doensen. Peters begon zijn loopbaan als onderwijzer achtereenvolgens in Bemmel en in Amsterdam. Na zeven jaar schakelde hij om en koos hij voor een carrière bij het openbaar bestuur. Hij was werkzaam als gemeenteambtenaar in Halfweg en in Amsterdam. Van 1923 tot 1932 was hij gemeentesecretaris van Laren. In 1932 werd hij benoemd tot burgemeester van Medemblik. Peters werd tevens benoemd tot secretaris van het algemeen bestuur van de Wieringermeer. Deze polder was in 1930 drooggemalen en werd vanaf 1934 in cultuur gebracht. Peters werd belast met de voorbereiding van de totstandkoming van de nieuwe gemeente Wieringermeer. In 1936 werd hij geconfronteerd met een stakingsactie door arbeiders, die in het kader van de werkverschaffing te werk waren gesteld in de Wieringermeer. Vanaf 1938 maakte hij als ondervoorzitter deel uit van het bestuur van het openbaar lichaam Wieringermeer.  In 1941 was hij ook enkele weken waarnemend burgemeester van Wieringermeer. In 1944 werd Peters door de Duitse bezetter tijdens de Tweede Wereldoorlog ontslagen als burgemeester. Hij keerde na de bevrijding weer als burgemeester terug naar Medemblik en vervulde deze functie tot en met 1956. Peters was dijkgraaf van het ambacht van West-Friesland, "De Vier Noorder Koggen".
Peters trouwde op 27 februari 1919 te Amsterdam met de onderwijzeres Margaretha Antoinetta Mühl. Hij werd in 1950 benoemd tot ridder in de Orde van Oranje-Nassau. Peters overleed in 1968 op 76-jarige leeftijd in Alkmaar.